# 아만다 포먼
아만다 포먼(Amanda Foreman, 1966년 7월 15일 ~ )은 미국의 영화배우, 텔레비전 배우이다.
로스앤젤레스에서 태어났다.

## 방송
- 어쿼드 시즌4
- 페어런트 후드 시즌1
- 프라이빗 프랙티스 시즌2
- 왓 어바웃 브라이언
- 펠리시티

## 영화
- 슈퍼 에이트 (2011년)
- 그레이 아나토미 시즌7 (2010년) - 노라 역
- 페어런트 후드 시즌1 (2010년)
- 스타 트렉: 더 비기닝 (2009년)
- 프라이빗 프랙티스 (2007년)
- 올 아이 원트 포 크리스마스 (2007년)
- 잼 (2006년) - 스테파니 역
- 왓 어바웃 브라이언 (2006년)
- 인랜드 엠파이어 (2006년)
- 해피 엔딩 (2005년) - 레인 역
- 온 더 라인 (2001년) - 줄리 역
- 로켓의 붊은 섬광 (2000년)
- 로드 킬 (1999년) - 쉐이라 역
- 스톰 체이서 (1999년)
- 펠리시티 (1998년)
- 브레스트 맨 (1997년)
- 슬리버 (1993년) - 사만다 무어 역
- 사랑의 조건 (1992년)
- 사랑 이야기 (1992년)
- 라이브 와이어 (1992년)